# Grand Hyatt São Paulo
Grand Hyatt São Paulo é um hotel localizado no bairro do Brooklin, no distrito do Itaim Bibi, na cidade de São Paulo, Brasil.
O hotel já recebeu hóspedes ilustres, como a cantora Madonna, em 2008, quando realizou três shows no Estádio do Morumbi, os atores Kristen Stewart e Taylor Lautner e o compositor Elton John, em 2009, e a banda Guns N' Roses em 2010. 